# Ady Endre Líceum (Nagyvárad)
Az Ady Endre Líceum Nagyvárad legjelentősebb magyar középiskolája.

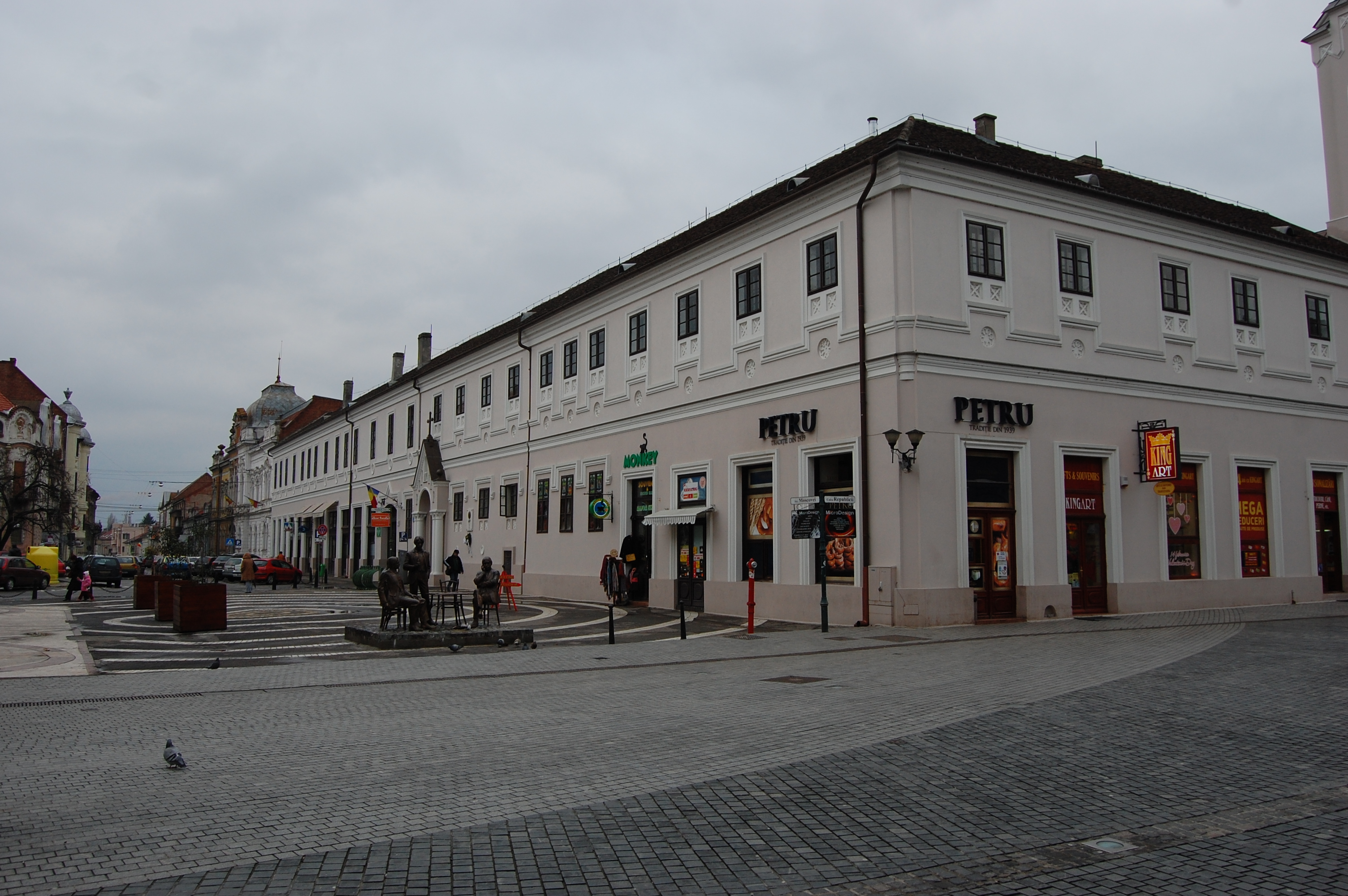
Az egykori Orsolya-rendi zárda épülete, ma az Ady Endre Líceum működik benne

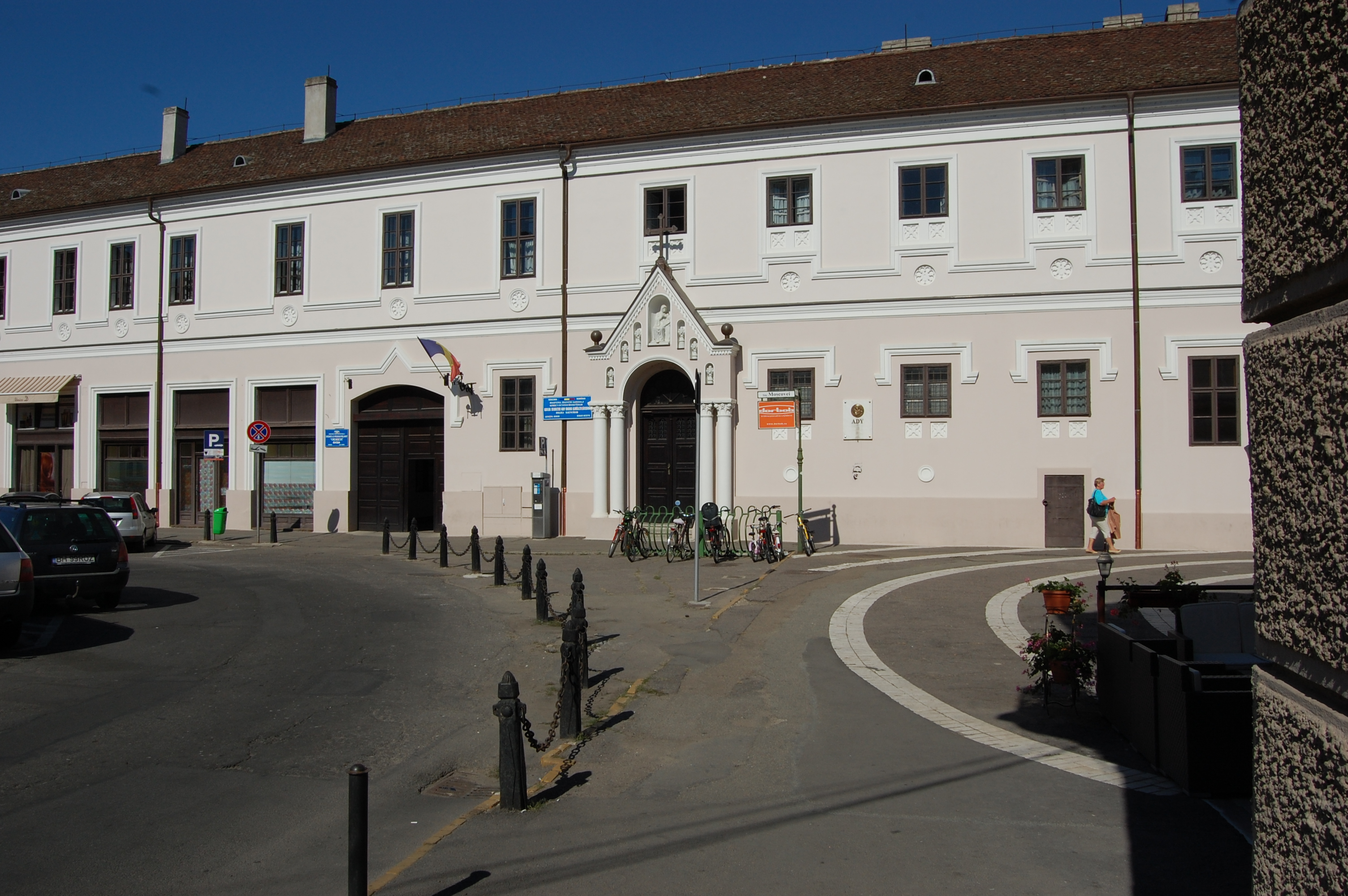
A líceum bejárata

## Története
Az Ady Endre Líceum az 1771-ben alapított Orsolya-rendi zárdaiskola utódja, amelynek alapjait Szentzi István kanonok tette le. Működése az Orsolya-rend vezetése alatt álló elemi iskolával kezdődik, ahol leánygyermekek nevelése és oktatása folyt. 1856-tól tanítóképző létesült, ahonnan százával kerültek ki a keresztény hitet és szeretetet hirdető, és azt tanítványaiknak továbbadó pedagógusok.
A 19. század végétől az intézmény polgári leányiskolával bővült. Az első világháború és az azt követő impériumváltás megakasztotta az intézmény rendes fejlődését.
Az 1920-as évek derekától az iskola sorvadásának indult, alig tudott megbirkózni a léttel.
A második világháború idején, amikor Nagyvárad ismét Magyarország része lett, a szűkös esztendők ellenére újra kivirágzik, ismét megindul a tanítóképzés a régi hagyományokat folytatva, s a leánylíceum is megnyitja kapuit.
1944 után az ateista-kommunista rendszer térnyerésével a régi katolikus iskolának fel kell hagynia hagyományos nevelési módszereivel.
Az új korszakban, a nevelés hivatásában bízva, az új (immár államosított) iskola megpróbált helytállni, és a diktatúra szorításában is igyekezett a hivatás erejével hitet és erkölcsöt megőrizni, eredményeket elérni, nemzedékek jövőjét formálni.
Az iskola 1971–1982 között az Alexandru Moghioroș nevét viselte (Mogyorós Sándor kommunista pártember románosított nevéből), 1982–1989 között 5-ös számú Ipari Líceum volt, majd 1990-től viseli a mai nevet.
1989 után az iskola új lendülettel szerveződött az egyik legjobb középiskolává.

## A középiskola jeles tanárai és diákjai
- Oláh Ferenc
- Starkné Szilágyi Erzsébet
- Sztojánov István